# Ламин Дијара
Ламин Дијара (фр. Lamine Diarra; Бињона, 20. децембар 1983) је бивши сенегалски фудбалер који је играо на позицији нападача.

## Каријера
После наступања за локалне клубове, долази у Европу 2005. године и постаје члан Зрињског из Мостара, где остаје годину и по дана, да би током пролећа 2007. био на позајмици у португалској екипи Беира Мар. У јулу 2007. Дијара је потписао за Партизан. Већ те сезоне, постао је ослонац Партизана и део сјајне тројке странаца Жука – Мореира – Дијара, која је Партизану донела превагу у домаћим такмичењима. У наредних пет година је оставио велики траг у Партизану те су му навијачи Партизана спевали и песму, а Дијара је постао најбољи стрелац Суперлиге Србије са укупно 56 голова у српском шампионату. Посебно је запажен његов учинак у дербијима против Црвене звезде — највећем ривалу дао је 5 голова, три у првенству и два у Купу Србије. Постигао је и 9 голова за Партизан у европским такмичењима, што га такође убраја међу најбоље стрелце Партизана икада. Сезону 2010/11. провео је на позајмици у клубу Ал Шабаб, у Дубаију, где је доживео лом ноге али се већ наредне сезоне вратио на терен, поново у дресу Партизана. У Партизановом дресу освојио је 4 титуле првака и 2 купа Србије.

## Награде

### Тимске
- Партизан
  - Суперлига Србије (4): 2007/08, 2008/09, 2009/10, 2011/12.
  - Куп Србије (2): 2007/08, 2008/09.

### Индивидуалне
- Партизан
  - Најбољи стрелац Суперлиге Србије: 2008/09.
  - Најбољи стрелац Купа Србије: 2007/08.